# Мирпур (округ)
Мирпур (англ. Mirpur District) — один из 10 округов пакистанской территории Азад-Кашмир.

## История
До раздела Британской Индии, округ Мирпур был частью отдела Джамму в независимом государстве Джамму и Кашмир. Отдел Джамму был ликвидирован в результате первой индо-пакистанской войны, часть отдела вошла в состав Индии, другая часть — в состав Пакистана.

## Географическое положение
Мирпур граничит с округом Котли на севере, округом Бхимбер на юго-западе; на западе и востоке округ граничит с провинциями Пенджаб и Хайбер-Пахтунхва.